# ویرتوس ۴۹۴

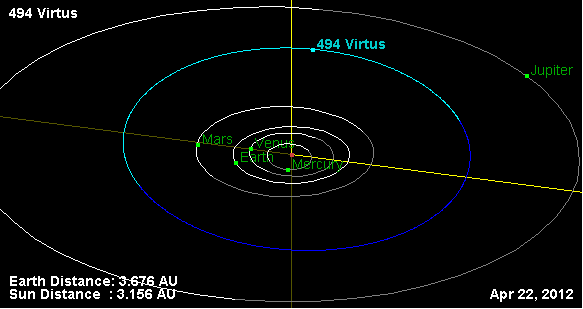
نمایی از محل قرارگیری سیارک ۴۹۴ در مدار – ۲۰۱۲

سیارک ۴۹۴ (به انگلیسی: 494 Virtus، نامگذاری:1902JV) چهارصد و نود و چهارمین سیارک کشف شده‌است که در ۷ اکتبر ۱۹۰۲ و در هایدلبرگ کشف شد.
قدر مطلق سیارک برابر ۸٫۹۶ است.